# 伊琳娜·韦涅季克托娃
伊琳娜·瓦莲京尼芙娜·韦涅季克托娃（羅馬化：Iryna Valentynivna Venediktova；1978年9月21日—），乌克兰政治人物、学者和律师。2020年3月，韦涅季克托娃出任烏克蘭總檢察長，也是烏克蘭第一位女總檢察長。2022年7月17日，一名烏克蘭国家安全局工作人员因涉嫌為俄罗斯情报部门服务而被逮捕。同日弗拉基米尔·泽连斯基解除了韦涅季克托娃的烏克蘭總檢察長職務.